# Lespedeza caraganae
Lespedeza caraganae är en ärtväxtart som beskrevs av Aleksandr Andrejevitj Bunge. Lespedeza caraganae ingår i släktet Lespedeza och familjen ärtväxter. Inga underarter finns listade i Catalogue of Life.